# آن أوبري
آن أوبري (بالإنجليزية: Anne Aubrey)‏ هي ممثلة بريطانية، ولدت في 1937 بلندن في المملكة المتحدة.

## وصلات خارجية
- آن أوبري على موقع IMDb (الإنجليزية)
- آن أوبري على موقع قاعدة بيانات الفيلم (الإنجليزية)